# Coracas
Coracas (en griego, Κορακαί) es el nombre de una antigua ciudad griega de Tesalia. 
Es mencionada en el Periplo de Pseudo-Escílax como una ciudad del territorio de Magnesia, junto con Yolco, Espálatro, Metone y Olizón.
Su gentilicio se cita en dos inscripciones de Delfos del siglo IV a. C. Se ha sugerido que pudiera haberse localizado en una colina llamada Nevestiki, cerca de la población actual de Leconas, donde se han hallado restos de una fortificación, pero tal localización no es segura puesto que otros han sugerido que el mencionado emplazamiento podría corresponder a Metone.